# 10255 Taunus
10255 Taunus è un asteroide della fascia principale. Scoperto nel 1977, presenta un'orbita caratterizzata da un semiasse maggiore pari a 2,2623785 UA e da un'eccentricità di 0,1272620, inclinata di 2,23480° rispetto all'eclittica.
L'asteroide è dedicato al Taunus, catena montuosa della Germania.